# Дубинин, Юрий Анатольевич
Юрий Анатольевич Дубинин (бел. Юрый Анатольевіч Дубінін; 10 сентября 1976, Белорецк, Башкирская АССР, РСФСР, СССР) — российский, а затем белорусский борец греко-римского стиля, участник Олимпийских игр в Пекине.

## Карьера
Является воспитанником башкирской школы греко-римской борьбы, тренировался в родном Белорецке у Валерия Коробова. В августе 1992 в Стамбуле завоевал серебряную медаль чемпионата мира среди кадетов. С 2002 года выступает за Белоруссию. В октябре 2002 года на Всемирных военных играх в Таллине завоевал бронзовую медаль. В сентябре 2007 года на предолимпийском чемпионате мира в Баку занял 5 место и получил лицензию на Олимпийские игры в Пекине. В августе 2008 года на Олимпиаде в Пекине на стадии 1/8 финала уступил южнокорейцу Чон Джихёну и завершил выступление, заняв 19 место.

## Спортивные результаты
- Чемпионат мира по борьбе среди кадетов 1992 — ;
- Всемирные военные игры 2002 — ;
- Чемпионат мира по борьбе 2007 — 5;
- Олимпиада 2008 — 19;